# Polonia Wilno
Polonia Wilno (lit.: Futbolo Klubas Polonija) – polski klub sportowy z siedzibą w Wilnie, założony w 1990 r. W klubie funkcjonowały bądź funkcjonują cztery sekcje: piłki nożnej, siatkarska, tenisa stołowego i strzelecka.

## Historia
Chronologia nazw:
- 1990–1993: Polonia Wilno (lit. Vilniaus Polonija)
- 1994: Polonia-Janusz Wilno (lit. Polonija-Janušas Vilnius)
- 1995–1998: Polonia Wilno (lit. Vilniaus Polonija)
- 1999: Ardena Wilno (lit. Ardena Vilnius)
- od 2000: Polonia Wilno (lit. Vilniaus Polonija)

Klub założony został 18 marca 1990 roku pod nazwą Klub Sportowy Polaków na Litwie „Polonia”. Pierwszym prezesem został Janusz Jaszczanin. Następnie dodano siedzibę klubu Wilno ponieważ władze Litwy zabroniły by klub sportowy obejmował swą działalnością całą Litwę. W 1999 roku klub nazywał się Ardena, a w 2000 roku wrócił do nazwy Polonia. W sezonie 2010 klub występował na czwartym poziomie ligowym (III liga), a rozgrywki ukończył na czwartym miejscu. W sezonie 2011 polska drużyna grała w II lidze, co oznacza trzeci poziom w ligowej piramidzie. Zespół prowadzony przez Wiktora Filipowicza zajął pierwsze miejsce i awansował na zaplecze litewskiej A Lygi. Równie dobrze klubowi szło w Pucharze Litwy, gdzie dotarł do 1/8 finału. W sezonie 2012 Polonia wystartowała w I lidze, gdzie na koniec sezonu zajęła 5 miejsce. Rozgrywki Pucharu Litwy klub zakończył na 1/16 finału. 13 października 2012 roku zespół rozegrał w Warszawie mecz towarzyski z Polonią Warszawa na zaproszenie warszawskich kibiców. W następnym sezonie klub znalazł się na skraju bankructwa. Ostatecznie 9 kwietnia 2014 roku drużyna piłkarska Polonii Wilno została wycofana z rozgrywek I ligi litewskiej, co było równoznaczne z jej rozwiązaniem, przyczyną były problemy finansowe. Pozostawiono sekcję siatkówki kobiet.

## Sukcesy
- 5. miejsce w 1 Lyga (II poziom rozgrywek na Litwie) – 2012/2013
- 1/8 Pucharu Litwy – 2011/2012

## Stadion

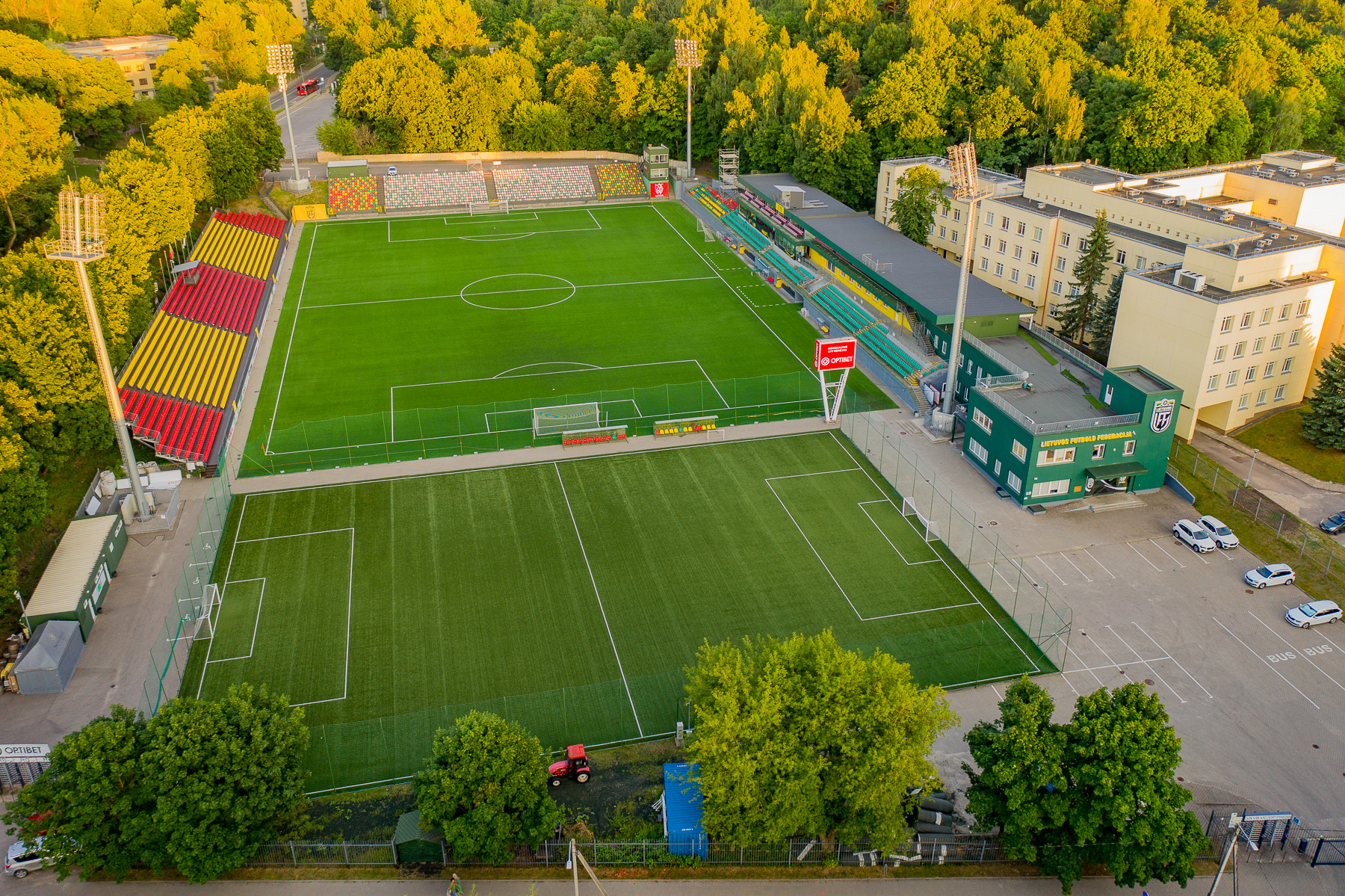
Stadion LFF, na którym Polonia rozgrywała mecze

Piłkarska Polonia nie posiadała swojego stadionu. Domowe mecze rozgrywała głównie na Stadionie LFF (dawny obiekt FK Vėtra). Sporadycznie Polonia też występowała na obiektach takich jak: Žalgiris (nieistniejący przedwojenny stadion na Pióromoncie z którego korzystała WKS Pogoń i Ognisko Wilno) czy Stadion Kalnų (przedwojenny stadion w parku Altaria z którego korzystał klub TS Wilia).
Dane techniczne LFF Stadion:
- pojemność: 5422 miejsc (wszystkie siedzące)
- oświetlenie: cztery maszty
- wymiary boiska: b.d.